# Eupelops strenzkei
Eupelops strenzkei är en kvalsterart som först beskrevs av Knülle 1954.  Eupelops strenzkei ingår i släktet Eupelops och familjen Phenopelopidae. Inga underarter finns listade i Catalogue of Life.